# Styela multitentaculata
Styela multitentaculata är en sjöpungsart som beskrevs av Sanamyan 2006. Styela multitentaculata ingår i släktet Styela och familjen Styelidae. Inga underarter finns listade i Catalogue of Life.